# Keur (waterschap)
De keur is een verordening met de regels die een waterschap hanteert bij de bescherming van waterkeringen, watergangen en bijbehorende kunstwerken. Een keur is ook de verbinding van een sanctie aan een nalatigheid of aan een  activiteit rond de verantwoordelijkheden van een waterschap.
Als er (bouw)werkzaamheden uitgevoerd worden in de nabijheid van een water of een dijk, heeft degene die dat wil doen een keurvergunning of keurontheffing van het waterschap nodig. Het waterschap onderzoekt hoe en wat de nadelige gevolgen zijn voor het water of voor de dijken. Zijn de gevolgen acceptabel, dan wordt onder strikte voorwaarden een vergunning of ontheffing afgegeven.
Voor sommige werkzaamheden zijn algemene regels beschikbaar. Als aan deze regels wordt voldaan, is er geen vergunning of ontheffing nodig, waarbij de werkzaamheden wel bij het waterschap moeten worden gemeld.
Voorbeelden van situaties waarbij een keurvergunning of keurontheffing nodig is:
- het aanbrengen van een dam met duiker
- het dempen of wijzigen van een watergang
- het aanleggen van een kabel of leidingen
- het plaatsen van een opstal
- het planten van bomen en struiken
- het onttrekken van water voor bijvoorbeeld beregening
- het lozen in oppervlaktewater